# 1981-es Formula–1 német nagydíj
A német nagydíj volt az 1981-es Formula–1 világbajnokság tizedik futama.

## Futam
| Helyezés | #  | Versenyző          | Csapat/Motor    | Körök | Idő/Kiesés oka      | Rajthely | Pontszám |
| -------- | -- | ------------------ | --------------- | ----- | ------------------- | -------- | -------- |
| 1        | 5  | Nelson Piquet      | Brabham-Ford    | 45    | 1:25:55,60          | 6        | 9        |
| 2        | 15 | Alain Prost        | Renault         | 45    | + 11,52             | 1        | 6        |
| 3        | 26 | Jacques Laffite    | Ligier-Matra    | 45    | + 1:04,60           | 7        | 4        |
| 4        | 6  | Héctor Rebaque     | Brabham-Ford    | 45    | + 1:39,69           | 16       | 3        |
| 5        | 3  | Eddie Cheever      | Tyrrell-Ford    | 45    | + 1:50,52           | 18       | 2        |
| 6        | 7  | John Watson        | McLaren-Ford    | 44    | + 1 kör             | 9        | 1        |
| 7        | 11 | Elio de Angelis    | Lotus-Ford      | 44    | + 1 kör             | 14       |          |
| 8        | 32 | Jean-Pierre Jarier | Osella-Ford     | 44    | + 1 kör             | 17       |          |
| 9        | 22 | Mario Andretti     | Alfa Romeo      | 44    | + 1 kör             | 12       |          |
| 10       | 27 | Gilles Villeneuve  | Ferrari         | 44    | + 1 kör             | 8        |          |
| 11       | 1  | Alan Jones         | Williams-Ford   | 44    | + 1 kör             | 4        |          |
| 12       | 30 | Siegfried Stohr    | Arrows-Ford     | 44    | + 1 kör             | 26       |          |
| 13       | 16 | René Arnoux        | Renault         | 44    | + 1 kör             | 2        |          |
| 14       | 33 | Marc Surer         | Theodore-Ford   | 43    | Felfüggesztés       | 22       |          |
| 15       | 23 | Bruno Giacomelli   | Alfa Romeo      | 43    | + 2 kör             | 17       |          |
| HN       | 14 | Eliseo Salazar     | Ensign-Ford     | 39    | Helyezés nélkül     | 23       |          |
| Kiesett  | 9  | Slim Borgudd       | ATS-Ford        | 35    | Motorhiba           | 28       |          |
| Kiesett  | 2  | Carlos Reutemann   | Williams-Ford   | 27    | Motorhiba           | 3        |          |
| Kiesett  | 29 | Riccardo Patrese   | Arrows-Ford     | 27    | Motorhiba           | 13       |          |
| Kiesett  | 25 | Patrick Tambay     | Ligier-Matra    | 27    | Erőátvitel          | 11       |          |
| Kiesett  | 17 | Derek Daly         | March-Ford      | 15    | Felfüggesztés       | 21       |          |
| Kiesett  | 12 | Nigel Mansell      | Lotus-Ford      | 12    | Üzemanyag szivárgás | 15       |          |
| Kiesett  | 8  | Andrea de Cesaris  | McLaren-Ford    | 4     | Ütközés             | 10       |          |
| Kiesett  | 28 | Didier Pironi      | Ferrari         | 1     | Elektronika         | 5        |          |
| NK       | 20 | Keke Rosberg       | Fittipaldi-Ford |       |                     |          |          |
| NK       | 35 | Brian Henton       | Osella-Ford     |       |                     |          |          |
| NK       | 31 | Beppe Gabbiani     | Osella-Ford     |       |                     |          |          |
| NK       | 36 | Derek Warwick      | Toleman-Hart    |       |                     |          |          |
| NK       | 4  | Michele Alboreto   | Tyrrell-Ford    |       |                     |          |          |
| NK       | 21 | Chico Serra        | Fittipaldi-Ford |       |                     |          |          |

## A világbajnokság élmezőnyének állása a verseny után
| H  | Versenyzők        | Pont | H  | Konstruktőrök | Pont |
| -- | ----------------- | ---- | -- | ------------- | ---- |
| 1. | Carlos Reutemann  | 43   | 1. | Williams-Ford | 67   |
| 2. | Nelson Piquet     | 35   | 2. | Brabham-Ford  | 43   |
| 3. | Jacques Laffite   | 25   | 3. | Ferrari       | 28   |
| 4. | Alan Jones        | 24   | 4. | Ligier-Matra  | 25   |
| 5. | Gilles Villeneuve | 21   | 5. | Renault       | 24   |
| 6. | John Watson       | 20   | 6. | McLaren-Ford  | 21   |

## Statisztikák
Vezető helyen:
- Alain Prost: 20 (1-20)
- Alan Jones: 18 (21-38)
- Nelson Piquet: 7 (39-45)

Nelson Piquet 6. győzelme, Alain Prost 1. pole-pozíciója, Alan Jones 7. leggyorsabb köre.
- Brabham 26. győzelme.